# 迪施華
迪施華（葡萄牙語：Francisco Teixeira da Silva，1826年－1894年4月26日），第94任澳門總督，是葡萄牙軍官，殖民長官。

## 簡歷
1865年至1869年間，他追隨其父親、軍事首領及殖民長官貝爾納多（Bernardo José Teixeira da Silva）的足跡，擔任葡屬帝汶總督。在他的海軍生涯之後，他於1881年成為海上軍事艦長。次年，他被任命為葡屬聖多美普林西比總督，他一直擔任該職位直到1884年。在他統治期間，他於1883年晉升為海軍少將。
1886年至1887年間，他被任命為西非和南美海軍師指揮官。同年，他被任命為葡屬幾內亞總督，並擔任該職位直至1888年。1889年任澳門總督，直至1890年。1891年至1892年間，他擔任葡萄牙海軍總司令，之後晉升為海軍中將。1892年至1893年間，他被任命為第105任葡屬印度總督，這是最後一個使用該頭銜的人。此後，他被任命為葡屬莫桑比克總督，並於1894年去世。